# Kelly AuCoin
Kelly AuCoin (Hillsboro, 14 febbraio 1967) è un attore statunitense.

## Filmografia

### Cinema
- Delitto perfetto (A Perfect Murder), regia di Andrew Davis (1998)
- Fare Well Miss Fortune, regia di Mickey Faust (1999)
- Love & Stuff, regia di Sorrel Brae (2003)
- A Normal Life, regia di Dewey Moss (2003)
- A Perfect Fit, regia di Ron Brown (2005)
- Ghosts of the Heartland, regia di Allen Blumberg (2007)
- Serial, regia di Kevin Arbouet e Larry Strong (2007)
- The Kingdom, regia di Peter Berg (2007)
- Julie & Julia, regia di Nora Ephron (2009)
- Rocksteady, regia di Mustapha Khan (2010)
- Consent, regia di Ron Brown (2010)
- La musica che non ti ho detto (The Music Never Stopped), regia di Jim Kohlberg (2011) - non accreditato
- The Word, regia di Greg Friedle (2013)
- All That I Am, regia di Carlos Puga (2013)
- Complete Unknown - Cambio d'identità (Complete Unknown), regia di Joshua Marston (2016)
- Benji The Dove, regia di Kevin Arbouet (2016)
- The Post, regia di Steven Spielberg (2017)
- Ubriachi d'amore (Drunk Parents), regia di Fred Wolf (2019)
- False Positive, regia di John Lee (2021)
- The Holdovers, regia di Alexander Payne (2022)
- The Good House, regia di Maya Forbes e Wally Wolodarsky (2022)

### Televisione
- Animated Stories from the Bible (1993-1995)
- Sentieri (1997)
- Law & Order - I due volti della giustizia (1998; 2000; 2001; 2006)
- New Americans (2002)
- I Soprano (2004)
- Waterfront (2006)
- Senza traccia (2008)
- Kings (2009)
- The Good Wife (2009)
- White Collar (2010)
- Gossip Girl (2010)
- Law & Order: Criminal Intent (2010)
- Body of Proof (2011)
- Untitled Jersey City Project (2011)
- Blue Bloods (2012)
- The Following (2013)
- Unforgettable (2014)
- The Americans  (2014-2018)
- House of Cards - Gli intrighi del potere (2015)
- The Slap (2015)
- The Blacklist (2016)
- Conviction (2016)
- Billions – serie TV, 69 episodi (2016-2023)
- Turn: Washington's Spies (2017)
- The Bold Type (2020-2021)
- WeCrashed (2022)
- The Girl from Plainville (2022)
- New Amsterdam (2022)
- Law & Order - Unità vittime speciali (2022)

## Doppiatori italiani
Nelle versioni in italiano delle opere in cui ha recitato, Kelly AuCoin è stato doppiato da:
- Roberto Certomà in The Americans, Billions (st. 2-7), The Wizard of Lies
- Achille D'Aniello in Elementary, Body of Proof
- Massimo Bitossi in The Kingdom
- Vittorio Guerrieri in Senza traccia
- Roberto Stocchi in The Good Wife
- Maurizio Reti in White Collar
- Gianluca Iacono in Law & Order: Criminal Intent
- Antonio Angrisano in Person of Interest
- Enrico Pallini in Blue Bloods
- Alessandro Quarta in Unforgettable
- Carlo Scipioni in House of Cards - Gli intrighi del potere
- Gaetano Lizzio in Billions (st. 1)
- Jacopo Venturiero in The Post
- Gianni Bersanetti in New Amsterdam